# Winnie (Texas)
Winnie je město v okrese Chambers County ve státě Texas ve Spojených státech amerických. V roce 2010 zde žilo 3 254 obyvatel. S celkovou rozlohou 10,3 km² byla hustota zalidnění 315,9 obyvatel na km².